# بریژیت باشر
بریژیت باشر (انگلیسی: Brigitte Butscher؛ زادهٔ ۱۸ آوریل ۱۹۵۷) بازیکن فوتبال اهل آلمان است.
وی همچنین در تیم ملی فوتبال زنان آلمان بازی کرده‌است.